# Arno von Arndt
Willibald Arno Arndt, seit 1885 von Arndt, (* 9. März 1835 in Rothebude; † 3. Dezember 1902 in Baden-Baden) war ein preußischer General der Infanterie.

## Leben

### Herkunft
Arndt war der Sohn des Forstmeisters Carl Moritz Arndt und dessen Ehefrau Clementine, geborene Helbig. Sein Großvater war der Freiheitsdichter Ernst Moritz Arndt. Seine Großmütter entstammten den weitverzweigten Familien Quistorp und Frege.

### Militärkarriere
Nach seiner Erziehung im elterlichen Hause besuchte Arndt die Elementarschule und das Gymnasium in Trier sowie die Kadettenhäuser in Bensberg und Berlin. Anschließend wurde er am 26. April 1853 als charakterisierter Portepeefähnrich dem 29. Infanterie-Regiment der Preußischen Armee überwiesen. Er avancierte bis Anfang März 1855 zum Sekondeleutnant und war in der Folgezeit zur Gewehrfabrik Saarn sowie zur Gewehr-Prüfungskommission in Spandau kommandiert. Für die Dauer der Mobilmachung anlässlich des Sardinischen Krieges befand Arndt sich beim 29. Landwehr-Regiment. Von Mitte Juni 1860 bis Mitte Juni 1862 war er Adjutant des I. Bataillons, rückte zwischenzeitlich zum Premierleutnant auf und diente anschließend als Regimentsadjutant. Ende Dezember 1865 folgte seine Kommandierung als Adjutant der 28. Infanterie-Brigade. In dieser Stellung nahm Arndt im Jahr darauf während des Krieges gegen Österreich an der Schlacht bei Münchengrätz teil und erhielt für sein Wirken bei Königgrätz den Roten Adlerorden IV. Klasse mit Schwertern.
Unter Beförderung zum Hauptmann und Ernennung zum Kompaniechef trat Arndt am 15. Januar 1867 in den Truppendienst zurück. Vom 21. März 1880 bis zum 11. Januar 1884 war er Kommandeur des Hessischen Jäger-Bataillons Nr. 11.
In Anerkennung seiner Verdienste wurde er am 16. September 1885 in Karlsruhe in den erblichen preußischen Adelsstand erhoben. Damals war er Oberst und Kommandeur des 2. Badischen Grenadier-Regiments „Kaiser Wilhelm I.“ Nr. 110.
Am 17. März 1894 wurde Arndt zum Gouverneur von Metz ernannt und erhielt in dieser Stellung am 18. April 1896 den Charakter als General der Infanterie. Am 7. Juli 1896 wurde er in Genehmigung seines Abschiedsgesuches mit der gesetzlichen Pension zur Disposition gestellt. Nach seiner Verabschiedung wurde Arndt am 3. Oktober 1896 das Großkreuz des Bayerischen Militärverdienstordens verliehen.

### Familie
Er heiratete am 10. Oktober 1863 zu Trier Catharina Elisabeth Charlotte Linz (1840–1898), eine Tochter des Geheimen Regierungsrats Posa Claudius Linz. Das Paar hatte fünf Kinder, von denen nur die beiden Söhne das Erwachsenenalter erreichten.